# Přestanov
Přestanov település Csehországban, az Ústí nad Labem-i járásban. Přestanov Krupka, Chabařovice és Chlumec településekkel határos. Lakosainak száma 598 fő (2024. január 1.).

## Népesség
A település lakosságának változását az alábbi diagram mutatja:
| Lakosok száma | 235  | 317  | 312  | 398  | 309  | 290  | 394  | 423  | 488  | 598  |
|               | 1869 | 1890 | 1921 | 1950 | 1980 | 2001 | 2017 | 2019 | 2022 | 2024 |